# 페루 U-15 축구 국가대표팀
페루 U-15 축구 국가대표팀(스페인어: selección de fútbol sub-15 de Perú)은 페루를 대표하는 15세 이하의 축구 국가대표팀으로, 페루의 축구 관리 기관인 페루 축구 연맹의 관리를 받는다. 해당 대표팀은 CONMEBOL U-15 축구 선수권 대회와 같은 대회 준비를 위해 주로 소집된다. CONMEBOL U-15 축구 선수권 대회에 총 5번 출전했으며, 2013년에 대회 우승을 하였다.